# Iordan Datcu
Iordan Datcu (n. 10 iunie 1933, Băcălești, Teleorman) este un istoric literar, etnolog și lexicograf din România.
S-a făcut cunoscut mai întâi ca editor al unor mari folcloriști, ca Artur Gorovei, Grigore Tocilescu, Simion Florea Marian, Petru Caraman, Adrian Fochi ș.a., apoi, ca un asiduu și priceput cercetător în domeniu, elaborând Dicționarul folcloriștilor (I, 1979, II, 1983) și mai ales Dicționarul etnologilor români (I-II, 1998), veritabil instrument de lucru, adresându-se atât specialiștilor, cât și celor interesați de creația populară și impactul ei asupra culturii române.

## Studii și activitate profesională
După ce a studiat filologia la Universitatea din București, a lucrat ca profesor și apoi ca redactor la Editura pentru literatură, la Editura Minerva, a fost cercetător principal la Institutul de filosofie din București și la Institutul de istorie și teorie literară „G. Călinescu”.
- Doctor în filologie (teza „Balada românească”, conducător științific pe prof. univ. dr. Ovidiu Papadima (1979)
- Membru în colegiul de redacție al „Revistei de etnografie și folclor”
- Secretar al Memoriilor Comisiei de Folclor a Academiei Române

I s-a decernat o indemnizație de merit plătită de Academia Română.
A fost decorat în anul 2009 cu Ordinul Meritul Cultural în grad de Cavaler, categoria A „Literatură”, la propunerea președintelui Academiei Române, „în semn de apreciere deosebită pentru întreaga activitate de cercetare științifică, încununată cu apariția Dicționarului general al literaturii române, dorind a răsplăti munca excepțională a celor ce au pregătit acest important instrument de lucru”.

## Scrieri (selecție)[6]
- Dicționarul etnologilor români, Ed. Saeculum I.O., București, 2006
- Dicționarul folcloriștilor, Ed. Științifică și enciclopedică, București, 1979
- Un mit- Toma Alimoș, Ed. Universal Dalsi, București, 1999
- Alte contribuții la etnologia românească, Ed. Universal Dalsi, București, 2005
- Gheorghe I. Neagu, Ed. Arvin Press, 2004
- Ioan Șerb, Ed. Universal Dalsi, 2007
- Tradiții din Maramureș, Ed. Grai și suflet-Cultura națională, 2007
- Cartea de etnologie, Ed. MJM, 2009
- Ioana Andreescu, Ed. Grai și suflet-Cultura națională, 2009
- Sub semnul Minervei, Ed. Universal Dalsi, 2009